# Anton Murko
Anton Murko, slovenski slovničar in leksikograf, * 8. junij 1809, Spodnja Voličina, † 31. december 1871, Spodnje Hoče.
Murko je gimnazijo obiskoval v Mariboru, filozofski licej pa opravil 1829 v Gradcu. Tu je leta 1836 dokončal tudi bogoslovne študije. Naredil je tudi konkurzni izpit iz slovenščine in se na graški univerzi potegoval za mesto profesorja slovenskega jezika, vendar ni bil izbran. Iz teologije je doktoriral leta 1843. Služboval je na bogoslovni fakulteti v Gradcu, nato je bil župnik v Stadlu ob Muri in Zavrču, od 1860 do smrti pa v Hočah.
Kot dvajsetletnik je Murko sprejel ponudbo graškega knjigarnarja J.L.Greinerja in v manj kot 3 letih  (1830-1832) napisal slovensko slovnico ter sestavil nemško-slovenski in slovensko-nemški slovar.
Leta 1836 je izdal zbirko Volkmerjevih pesmi pod naslovom  Fabule ino pesmi.